# Міка
Мі́ка (англ. Mika), справжнє ім'я Майкл Голбрук Пеннімен (англ. Michael Holbrook Penniman, Jr., нар. 18 серпня 1983, Бейрут, Ліван) — британський музичний виконавець ліванського походження. На церемонії нагородження премією World Music Awards — 2007 переміг у категоріях «Найкращий артист-початківець», «Найкращий артист світового масштабу», «Найкращий виконавець у Великій Британії» та «Найкращий поп/рок-виконавець».

## Життєпис
Майкл Голбрук Пенніман народився в Бейруті під час ліванської війни, і був евакуйований ще немовлям у Париж, а далі оселився в Лондоні. Йому було шість, коли його батько, американський банкір, скорився перед ранніми вимогами вдягатися в яскравий, спеціально для нього пошитий одяг. «У дитинстві я був хвальком — зізнається Міка, — Я вдягав краватки-метелики й кольорові штанці, що до них пасували. У Франції це робило мене дійсно особливою дитиною, яку всі любили. Коли я приїхав у Лондон, із мене це почав вибивати кожний, із ким я навчався в школі».[джерело?]
Його били настільки безперервно, що майже рік його мамі Мері довелося вчити його вдома. «Я нібито зламався, — каже Міка, — Я перестав читати, писати і саме тоді почала розвиватися моя дислексія». Уникаючи дітей свого віку та перебуваючи тільки в компанії своїх чотирьох братів та сестер, Міка звернувся до музики.
Він написав свою першу пісню у віці семі років після того, як послухав «Heart-Shaped Box» групи Нірвана, він сам пізніше назвав її «жахливим» інструментальним твором для фортепіано, що називався «Злий» (англ. — «Angry»).
Коли йому було 11, російська викладачка музики відкрила його неймовірний голос[джерело?], а у 12 років він закидав рекордингові компанії своїми пробними записами. «Вони відповідали на мої телефонні дзвінки, тому що я був таким юним — „О, ми краще поговоримо з ним, інакше це розіб'є його маленьке серце“» — каже він.[джерело?]
Легенда розповідає, що коли йому було близько 14, він вломився непроханим на вечірку, влаштовану звукозаписувальним гігантом RCA, підбіг до фортепіано і проволав п'ять пісень.[джерело?]
Музикант почав свою кар'єру як оперний співак. Хлопець із сопрано у свої 15 років з вокальним діапазоном у 5 октав брав участь у знаковій виставі «The Pilgrim's Progress» в Royal Opera House. Лорі Льюіс, музичний фотограф із 25-річним досвідом, який тоді був приголомшений виступом юнака, згадує: «Він був надзвичайно яскравим хлопцем і був безсумнівно народженим для великих справ. Видавалося, ніби він знайшов на сцені свій дім — він був виконавцем від народження… Я чув його першу пісню „Grace Kelly“ і вважаю, що вона чудова… Перехід у поп-музику був дуже вдалим кроком, тому що коли у хлопчиків ламається голос сопрано, вони зазвичай опиняються „на смітнику“… Він був вочевидь талановитим — але все одно було дивно бачити, як той тоненький хлопчина із минулого злетів так високо у чартах».[джерело?]
Опера надала юному невдасі, яким був Міка у дитинстві, всього, чого він шукав — втечу у світ кольору, фантазії та музики. Співак розповідає: «Я побачив світ, де люди працювали цілими днями, тижнями, щоб створити ілюзію. У більшості людей робота прив'язана до реальності, але я завжди хотів робити поп-музику. Питання було лише в тому, щоб знайти до цього свій шлях».[джерело?]
До того часу він вже встиг звикнути до захопленої аудиторії. У Вестмінстерській школі, де серед попередніх учнів були Дідо, Шейн Мак-Ґовен та лорд Ллойд Веббер, він часто отримував головні ролі у виставах. Він був проголошений «надзвичайним» у опері Бенджаміна Бріттена «Curlew River» у 2001 році, і вже лише декілька місяців потому його роль у «Cabaret» була оцінена як «добре проспівана та дотепно зіграна». Він також на повну використовував свій «потужний голос», співаючи солістом у джазовій групі.
У престижній публічній школі, де його називали Мікою (англ. — Міса), він заснував скандальний журнал «Pink», але скоро був усунений з посади редактора читачами, які вважали журнал нудним і таким, якому «бракує іскри».
З цього часу Міка почав використовувати в своєму імені «k», тепер він заробляв завдяки своїй класичній освіті написанням музики для реклами, включаючи відому авіакомпанію «Британські Авіалінії». У 19 років він вирішив зібратися, і записався на курси з географії для здобуття ступеня в Лондонській школі економіки. «Я подумав, — „Я дурень, чого це я вирішив, що зможу заробляти на життя написанням маленьких смішних пісеньок?“».[джерело?] Але покинув навчання першого ж ранку семестру, ще більше переконаний, що музика є його покликанням.
Міку, з його високим фальцетом та епатажною зовнішністю, який вийшов на вершини чартів із синглом «Grace Kelly», вважають найбільшою поп-сенсацією 2007 року.

## Музична кар'єра
Міка навчався вокалу у російської оперної співачки Алли Ардакової (Аблабердиєвої), яка була дуже суворим педагогом.
Його публічні виступи та робота варіювалися від участі у класичних виставах у Royal Opera House до написання мелодій для реклами жувальної гумки «Орбіт» та для «British Airways».
Його дебют на радіо відбувся у вересні 2006 року в шоу Дермота О'Лірі на BBC Radio 2, a 19 січня 2007 року він виступив в «The Friday Night Project». У той час, як про нього пишуть, що він має вокальний діапазон у п'ять октав, сам Міка стверджує, що він скоріше складає три з половиною октави.[джерело?]
В січні 2007 року Міка опинився на вершині хіт-параду «BBC News website's Sound of 2007». Його перший сингл «Relax, Take It Easy» (2006) одразу став хітом тижня на BBC Radio 1 у Великій Британії, а його пісня «Billy Brown» протягом тижня була доступна для безкоштовному скачування в «iTunes Store». 8 січня 2007 року Universal Music випустила новий хіт «Grace Kelly», а вже 21 січня цей сингл очолив національний хіт-парад Великої Британії (вперше за більш, ніж півсторічну історію чарту, виключно за рахунок онлайн-продажів) і перебував на вершині хіт-параду п'ять тижнів.
Під продюсуванням Ґреґа Велса в Лос-Анджелесі із співпродюсуванням двох пісень Джоді Марром та Джоном Мерчантом 5 лютого 2007 року вийшов дебютний альбом Міки «Life in Cartoon Motion». Після виходу цього альбому Міку почали порівнювати з такими артистами як Фредді Мерк'юрі, Елтон Джон, Scissor Sisters, Принц, Роббі Вільямс та Девід Боуї.[джерело?]
26 березня 2007 року та 14 лютого 2008 року він брав участь у «The Tonight Show» з Джеєм Лено, а 27 березня 2007 року — у «Jimmy Kimmel Live». У червні 2007 року мав тур по США та Канаді за підтримки Сари Барейлес та Наталії.
2007 року Міка виграв три нагороди, найбільше за всіх артистів, на щорічній міжнародній церемонії «World Music Awards», де нагороди видаються за найкращі продажі записів артистів.

## Особисте життя
Міка походить із родини, що має п'ятеро дітей — троє дівчат та двоє хлопців. У нього є один молодший брат і одна молодша сестра та ще двоє старших сестер. Старша сестра Міки Ясмін, що працює художником, зробила малюнки для його альбому «Life in Cartoon Motion».
Епатажний та манірний стиль виступів Міки призвів до чуток щодо того, що він може бути геєм. Співак заявляв: «Я ніколи не обговорюю нічого, що стосується моєї сексуальності. Я просто не вважаю це за потрібне. Люди весь час мене питають. Але я просто не бачу сенсу». Він також стверджував, що «для того, щоб вижити, я замовчую про деякі частини мого життя, і це одна з таких тем, особливо зараз, на початку моєї кар'єри».[джерело?]
Міка заперечував звинувачення, що він дотримується сексуальних табу для того, щоб залишитися на музичному ринку США. При цьому він згадує свою пісню «Billy Brown», у якій йдеться про чоловіка, що став геєм. Міка каже: «Якби я хвилювався з приводу сексуальних табу, я б точно не записав таку пісню. Але вона не має нічого спільного із цим. Це скоріше тема самоповаги».[джерело?] В інтерв'ю, яке він дав американському гей-журналу «Out», Міка стверджує, що «що є спосіб обговорення сексуальності без наклеювання ярликів».[джерело?]
В інтерв'ю журналу «Instinct» у серпні 2012 року співак зізнався у своїй гомосексуальності. Згодом Міка став більш відвертим щодо свого сімейного життя та стосунків з режисером Андреасом Дерманісом, з яким він зустрічається понад 15 років.
Мало відомо про його дитинство як сина бізнесмена-мільйонера. В біографії Міки на офіційному вебсайті написано: «Коли його батько був захоплений заручником і утримувався в посольстві США в Кувейті, родина остаточно перебралась в Лондон». Але коли «Daily Mirror» зв'язалася з Американським посольством у Кувейті, представник посольства сказав: «Видається, що ніхто нічого такого не пам'ятає. Я питав людей, які працюють вже понад 20 років, і ніхто про це не чув».
Міка заснував свою власну компанію «Dodgy Holiday Tours», яка, ймовірно, пов'язана з ірландською бухгалтерською фірмою, що має Ноеля Галахера серед своїх клієнтів.

## Дискографія

### Студійні альбоми
- 2007 «Life in Cartoon Motion»
- 2009 «The Boy Who Knew Too Much[en]»
- 2012 «The Origin of Love»
- 2015 «No Place in Heaven»

#### Збірки
- 2013 «Songbook Vol.1[en]»

#### Концертні альбоми
- 2015 «TBA»

### Фільмографія
- 2007 «Live in Cartoon Motion[en]»
- 2008 «Live Parc des Princes Paris[en]»

### Сингли
| Рік  | Назва                                           | Позиція в чартах | Позиція в чартах | Позиція в чартах | Позиція в чартах | Позиція в чартах | Позиція в чартах | Позиція в чартах | Позиція в чартах | Позиція в чартах | Позиція в чартах | Позиція в чартах | Позиція в чартах | Позиція в чартах | Позиція в чартах | Позиція в чартах | Позиція в чартах | Альбом                    |
| Рік  | Назва                                           | UWC              | EUR              | RUS              | UK               | LEB              | IRL              | BEL              | ITA              | SWI              | GER              | NOR              | NET              | CAN              | AUS              | FRA              | USA              | Альбом                    |
| ---- | ----------------------------------------------- | ---------------- | ---------------- | ---------------- | ---------------- | ---------------- | ---------------- | ---------------- | ---------------- | ---------------- | ---------------- | ---------------- | ---------------- | ---------------- | ---------------- | ---------------- | ---------------- | ------------------------- |
| 2006 | «Relax, Take It Easy»                           | 14               | 2                | 3                | 78               | 1                | -                | 1                | 2                | 2                | 4                | 2                | 2                | 15               | -                | 1                | -                | Life in Cartoon Motion    |
| 2007 | «Grace Kelly»                                   | 4                | 2                | 327              | 1                | 1                | 1                | 2                | 1                | 2                | 4                | 1                | 4                | 24               | 2                | 82               | 57               | Life in Cartoon Motion    |
| 2007 | «Love Today»                                    | -                | 12               | 29               | 6                | 4                | 13               | 4                | 5                | 46               | -                | -                | -                | 58               | 3                | 5                | 92               | Life in Cartoon Motion    |
| 2007 | «Big Girl (You Are Beautiful)»                  | -                | 20               | -                | 9                | 15               | 9                | 5                | 47               | 29               | 19               | 18               | 4                | 86               | 23               | -                | -                | Life in Cartoon Motion    |
| 2007 | «Happy Ending»                                  | -                | 25               | -                | 7                | -                | 29               | 11               | 12               | 10               | 28               | -                | 10               | -                | 7                | -                | -                | Life in Cartoon Motion    |
| 2007 | «Lollipop» / «Relax, Take It Easy» (re-release) | -                | 177              | -                | 18               | 27               | 8                | 24               | -                | 58               | 35               | 19               | 13               | -                | -                | -                | -                | Life in Cartoon Motion    |
| 2009 | «We Are Golden»                                 | -                | 24               | 152              | 4                | -                | -                | -                | 3                | -                | -                | -                | -                | -                | 10               | -                | 5                | The Boy Who Knew Too Much |
| 2009 | «Rain»                                          | -                | -                | 9                | 72               | -                | -                | 3                | 3                | 28               | 56               | -                | 24               | -                | 90               | 5                | -                | -                         |

### Музичні нагороди
| Музичні нагороди і номінації | Музичні нагороди і номінації           | Музичні нагороди і номінації | Музичні нагороди і номінації                   | Музичні нагороди і номінації |
| Рік                          | Організація                            | Співак / пісня               | Нагорода                                       | Результат                    |
| ---------------------------- | -------------------------------------- | ---------------------------- | ---------------------------------------------- | ---------------------------- |
| 2007                         | Q Awards                               | Mika                         | Best Breakthrough Artist                       | Номінація                    |
| 2007                         | Q Awards                               | Mika                         | Best Hair on an Artist                         | Перемога                     |
| 2007                         | Vodafone Live Awards                   | Mika                         | Best Male Artist                               | Перемога                     |
| 2007                         | UK Festival Award                      | Mika                         | Best Festival Pop Act                          | Номінація                    |
| 2007                         | BT Digital Music Awards                | Mika                         | Best Pop Act                                   | Номінація                    |
| 2007                         | Premios Principales                    | Mika                         | Best International Non-Spanish Language Artist | Номінація                    |
| 2007                         | Premios Principales                    | «Grace Kelly»                | Best International Non-Spanish Language Song   | Номінація                    |
| 2007                         | Virgin Media Awards                    | «Grace Kelly»                | Best Track                                     | Номінація                    |
| 2007                         | Virgin Media Awards                    | Mika                         | Best British Act                               | Номінація                    |
| 2007                         | Virgin Media Awards                    | Mika                         | Best Male Artist                               | Номінація                    |
| 2008                         | NRJ Music Awards                       | Mika                         | International Revelation of the Year           | Перемога                     |
| 2008                         | NRJ Music Awards                       | «Relax, Take It Easy»        | International Song of the Year                 | Номінація                    |
| 2008                         | NRJ Music Awards                       | Life in Cartoon Motion       | International Album of the Year                | Номінація                    |
| 2008                         | NRJ Music Awards                       | «Relax, Take It Easy»        | Music Video of the Year                        | Номінація                    |
| 2008                         | Swiss Music Awards                     | Mika                         | Best International Newcomer                    | Номінація                    |
| 2008                         | Премія ЕХО                             | Mika                         | Best International Male Artist                 | Номінація                    |
| 2008                         | Премія ЕХО                             | Mika                         | Best International Newcomer                    | Перемога                     |
| 2008                         | Capital Awards                         | Mika                         | Best British Male Artist                       | Перемога                     |
| 2008                         | Capital Awards                         | Life in Cartoon Motion       | Best British Album                             | Перемога                     |
| 2008                         | Amadeus Awards (Austrian Music Awards) | «Grace Kelly»                | Best International Single                      | Номінація                    |
| 2008                         | MTV Video Music Awards Japan           | «Grace Kelly»                | Best New Artist Video                          | Номінація                    |
| 2008                         | MTV Australia Video Music Awards       | «Grace Kelly»                | Video of the Year                              | Номінація                    |
| 2008                         | TRL Awards (Italy)                     | Mika                         | Man of the Year                                | Номінація                    |
| 2008                         | Нагорода Айвор Новелло                 | «Grace Kelly»                | Best Selling British Song                      | Номінація                    |
| 2008                         | Нагорода Айвор Новелло                 | Mika                         | Songwriter of the Year                         | Перемога                     |
| 2008                         | Nickelodeon UK Kids' Choice Awards     | Mika                         | Best Male Singer                               | Номінація                    |
| 2008                         | MTV Asia Awards                        | Mika                         | Favorite Breakthrough Artist                   | Номінація                    |
| 2008                         | TMF Awards                             | Mika                         | Best International Pop                         | Перемога                     |
| 2008                         | TMF Awards                             | Mika                         | Best International Male Artist                 | Номінація                    |
| 2012                         | NRJ Music Awards                       | Mika                         | International Male Artist of the Year          | Перемога                     |